# Carlandrea syriaca
Carlandrea syriaca (лат.) — вид жесткокрылых из семейства усачей, единственный представитель рода Carlandrea.

## Распространение
Распространён в Турции и Сирии.

## Описание
Жук длиной от 12 до 18 мм. Время лёта июня по июль.

## Развитие
Жизненный цикл вида два-три года.